# Kjósarhreppur
Kjósarhreppur est une municipalité de l'ouest de l'Islande située au nord de Reykjavik.